# 齊姆 (明尼蘇達州)
齊姆（英語：Zim）是位於美國明尼蘇達州聖路易斯縣麥克達維特鎮區的一個非建制地區。

## 歷史
齊姆的郵局於1899年成立，其後於1990年停運。此地得名自一名伐木工人。

## 地理
齊姆所處的海拔為高於海平面407米（即1335英呎），而該地所採用的時區為UTC-6，即北美中部時區（CST）。同時該地設有夏令時間，為UTC-6調快一小時，即UTC-5（CDT）。